# ألبرت إف. برات
ألبرت إف. برات هو محامي وسياسي أمريكي، ولد في 1872، وتوفي في 1928. انتخب عضو مجلس نواب مينيسوتا ‏.